# Schirpkotten
Schirpkotten war eine Hofschaft am in der ehemaligen Stadt Ronsdorf, heute Stadtteil der bergischen Großstadt Wuppertal. Heute ist der Ort eine Wüstung.

## Lage und Beschreibung
Die Ortslage befand sich im Norden der Stadt Ronsdorf auf 312 Meter über Normalnull im Quellbereich des Schmalenhofer Bachs am Fuße eines Scharpenacken genannten Höhenzugs. Das Gelände des Hofes war zuletzt Teil des ehemaligen gleichnamigen Standortübungsplatzes.

## Geschichte
Schirpkotten wurde im Jahr 1710 urkundlich erwähnt. Der Hof war Teil der Honschaft Erbschlö im Kirchspiel Lüttringhausen des bergischen Amtes Beyenburg. Später gehörte es nach dessen Gründung dem Kirchspiel Ronsdorf an. Der Ort erscheint als Schilpkotten auf dem Plan der Stadt Ronsdorf des Geometers J. W. Buschmann aus dem Jahr 1790.
1929 wurde Ronsdorf mit anderen Städten und Gemeinden zu Wuppertal zusammengeschlossen. 1936 wurde das Gebiet um Schirpkotten im Rahmen der nationalsozialistischen Aufrüstung als Standortübungsplatz der neu erbauten Wuppertaler Kasernen umgewidmet und die alten Höfe, darunter Schirpkotten, wurden geräumt. Schirpkotten lag unmittelbar am nördlichen Rand der ehemaligen Diedenhofenkaserne. Bis in die 1970er Jahre wurden die Gebäude für militärische Übungen genutzt und anschließend abgetragen.